# Protocole de soins infirmiers
Pour les articles homonymes, voir Protocole.
Ne doit pas être confondu avec Protocole de soins.
Le protocole de soins infirmiers est un outil s'adressant aux infirmiers ou à tous les professionnels de santé aptes à délivrer des soins infirmiers. Le protocole de soins infirmiers est un document rédigé par une autorité médicale ou institutionnelle, argumenté d'une bibliographie, établissant les modalités d'une conduite à tenir ou d'actes à mettre en œuvre dans certaines situations précises, elles-mêmes clairement définies dans le protocole. Les protocoles de soins infirmiers mobilisent à la fois les compétences soins propres aux infirmières et peuvent par ailleurs autoriser, tout en la codifiant, la délivrance de gestes ordinairement sur prescription médicale initiale.

## Généralités
Le protocole de soins infirmiers peut être soit propre à une personne donnée, dans un temps de prise en soins défini, ou soit fait référence à une pratique courante d'établissement et la normalise de façon officielle.
Le protocole est validé par une autorité infirmière, médicale et fait référence à un consensus de bonnes pratiques médicales ou à un protocole de soins.
Pour être applicable, le protocole doit être écrit, argumenté, daté, signé et consigné dans la bibliographie d'un établissement de santé ou d'une institution. Sa mise en œuvre par le professionnel doit être consignée dans le dossier de la personne, argumentée, datée et signée.

## Différents types de protocoles

### Cas d'un protocole nominatif
Dans le cas où l'état clinique d'un patient peut être amené à changer de façon attendue dans le temps selon les spécificités de sa maladie ou l'évolution probable des symptômes, que ce soit en s'améliorant ou en se péjorant, un protocole nominatif est établi par l'équipe médicale afin d'anticiper les actions à mettre en œuvre en réponse aux différents changements possibles dans l'état de santé.
Le protocole nominatif est propre à une personne donnée, dans un temps de prise en soin défini et est rédigé de la manière suivante : « si Monsieur X présente ce ou ces symptôme(s) / signe(s) clinique(s), lui prodiguer / ne pas lui prodiguer ces soins ou ce traitement ».
La mise en œuvre du protocole est déclenchée après évaluation infirmière des signes cliniques, est argumentée à l'aide de la démarche de soins infirmière et est fonction du diagnostic infirmier retenu.
Ce type de protocole, nommé encore prescriptions médicales anticipées, permettent notamment à l'infirmier d'administrer des traitements médicamenteux de sa propre initiative, par exemple dans le cadre de la gestion de la douleur, ou encore dans la gestion de l'insulinothérapie chez une personne diabétique.

### Cas d'une pratique d'établissement, d'une recommandation ou d'un consensus
Dans le cas de situations fréquemment rencontrées, un protocole est mis en place par l'autorité institutionnelle, habilitant l'infirmier à effectuer une série d'actions complémentaires ou à adopter une conduite à tenir, pour n'importe quelle personne, lorsque celles-ci font appel à une prescription médicale unique en amont.
Le protocole établi fait référence à une bibliographie, un guide de bonnes pratiques ou à des recommandations et est rédigé de la manière suivante : « dans cette situation, appliquer ce traitement ou effectuer ces gestes ».
Ce type de protocole permet de définir les termes couramment utilisés dans une institution (par exemple, un bilan biologique standard se compose d'une numération formule, d'un ionogramme et d'un T.P.), toutes procédures administratives (par exemple, la procédure de signalement d'une fugue d'un patient) ou encore les bonnes pratiques de l'hygiène.
Par ailleurs, ce type de protocole permet de codifier ou de normaliser l'usage de produits médicamenteux courants (comme des solutions antiseptiques) ou de dispositifs médicaux ou encore. Par exemple, un infirmier est autorisé à utiliser des solutions antiseptiques médicamenteuses pour la réfection d'un pansement ou la pose d'une voie veineuse périphérique.
Le protocole peut préciser également les conduites à tenir lors de l'accueil d'un patient (par exemple, pour toute personne entrant en service de cardiologie, pratiquer un électrocardiogramme - ou encore pour tout patient entrant en urgence, pratiquer un bilan biologique standard), ou lors de la réalisation d'un examen médical (par exemple, administrer une préparation colique avant une coloscopie).

### Cas particulier de l'urgence vitale
Si l'état d'un patient s'aggrave et sort du cadre du protocole, l'infirmier peut tenter de joindre un médecin pour obtenir une prescription orale (téléphonique ou par radio), prescription qui devra être confirmée par écrit le plus tôt possible. Dans le cas où l'infirmier est seul, ou n'arrive pas à joindre un médecin, il est habilité à mettre en œuvre tous les moyens nécessaires à la préservation de la vie.
En France, une évolution récente permet aux infirmiers sapeur-pompiers d'appliquer des protocoles d'urgence non nominatifs, c'est-à-dire applicables à des victimes n'ayant pas encore été examinées par un médecin.[réf. nécessaire]
En Belgique il existe un projet, dénommé PIT (Paramedical Intervention Team), pour officialiser l'intervention d'équipes de type paramedic constituées d'un infirmier protocolé et d'un ambulancier, sans la présence d'un médecin.